# Glashütte Original
Glashütte Original é uma empresa alemã que produz relógios de luxo. Foi fundada em 1994 pela privatização da VEB Glashütter Uhrenbetriebe (GUB), um conglomerado da Alemanha Oriental formado em 1951 pelas empresas de relógios sediadas em Glashütte. A empresa usa seus próprios movimentos e tem 10 inovações de movimento patenteadas. A Glashütte Original é atualmente uma subsidiária da The Swatch Group.

## História

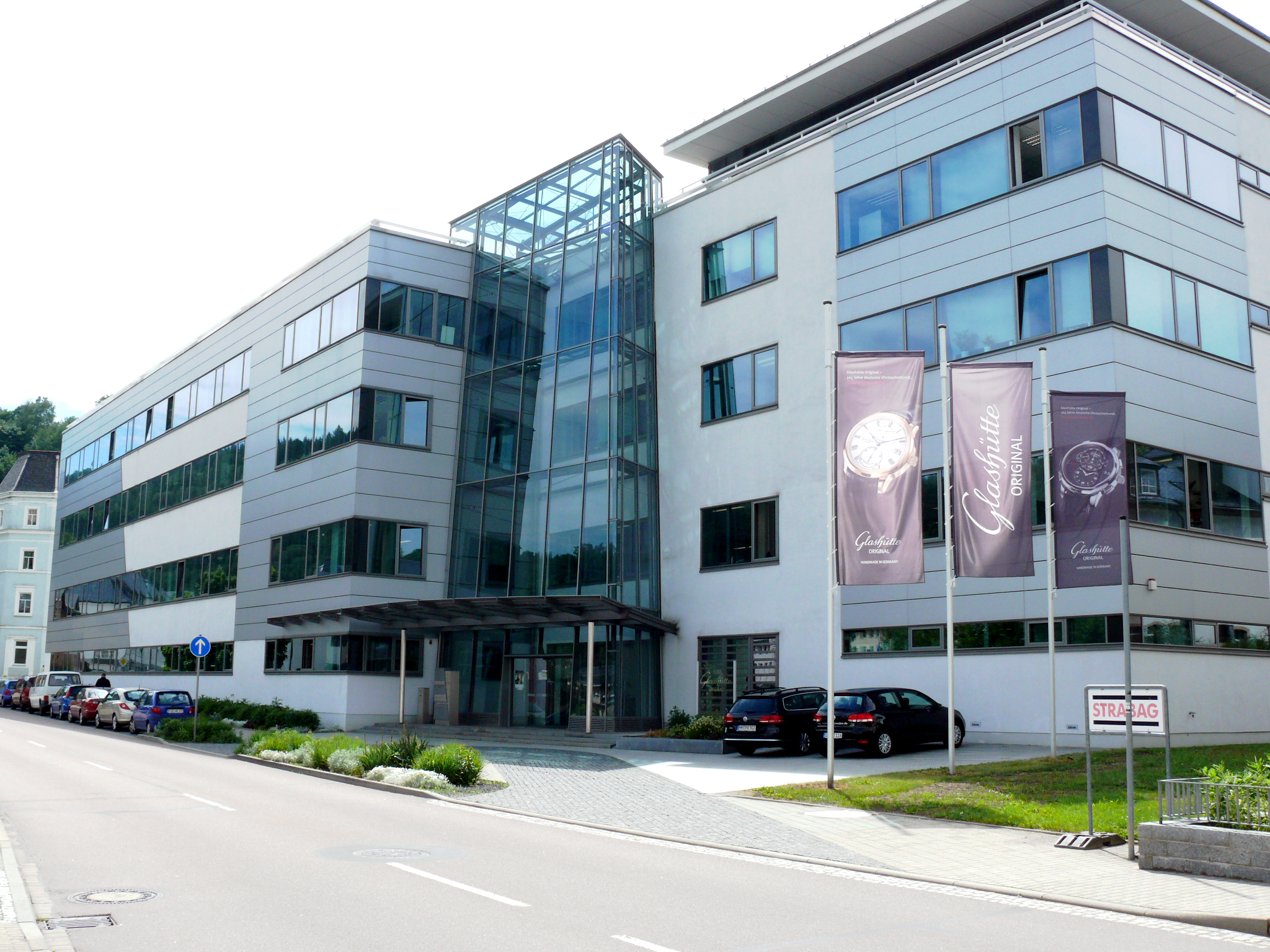
Sede da empresa em 2012

Após a reunificação da Alemanha e o retorno da economia de mercado à antiga Alemanha Oriental, os componentes restantes da Glashütter Uhrenbetrieb GmbH (GUB) foram registrados como uma empresa privada em 1990. Em 1994, Heinz W. Pfeifer comprou a então pequena empresa de 72 funcionários, renomeando-a Glashütte Original e trazendo de volta o tradicional trabalho manual de relojoaria da cidade. Tendo tido sucesso neste esforço, em 2000 a revigorada relogiaria foi comprada pelo The Swatch Group, o maior grupo de relojoaria do mundo.
Ainda hoje, devido à sua história única no mundo da relojoaria, a empresa é conhecida por fabricar quase 95% de todos os componentes internamente. Desde 2002, a Glashütte Original também administra a Escola de Relojoaria Alfred Helwig para manter viva a tradição da cidade. Esta escola recebeu o nome do relojoeiro local Alfred Helwig, que inventou o turbilhão voador em 1921, uma grande inovação que pode ser vista em relógios extremamente sofisticados.

## Produtos
Os produtos oferecidos pela Glashütte Original atualmente incluem cinco linhas de modelos, cada um subdividido em modelos diferentes. As linhas de modelos são:
- Senator
- Pano
- Specialist
- Vintage
- Ladies

Cada relógio de pulso da marca é fornecido com um número de série exclusivo de quatro dígitos. Isso contribui para a exclusividade, já que é possível produzir no máximo 9.999 peças por modelo, além de evitar falsificações, onde, em caso de roubo, um relógio específico pode ser devolvido ao proprietário original.